# Salix pseudoelaeagnos
Salix pseudoelaeagnos är en videväxtart som beskrevs av T.E. Díaz Gonzalez och F. Llamas. Salix pseudoelaeagnos ingår i släktet viden, och familjen videväxter. Inga underarter finns listade i Catalogue of Life.